# Ваксер, Моисей Борисович
Ваксер Моисей Борисович (14 сентября 1916, Баку — 4 февраля 1942 года, Ленинград) — художник, архитектор, книжный график. Во время Великой Отечественной войны работал художником в «Окнах ТАСС» над агитационными плакатами с призывами к защите Родины. Его работы находятся в фондах Российской национальной библиотеки. В 2009 в Государственном мемориальном музее обороны и блокады Ленинграда была представлена выставка его работ. 

## Биография
Родился в Баку, в еврейской семье. Его отец, Борис Львович Ваксер, был одним из основателей Бакинской еврейской гимназии. Ваксер с ранних лет начал учиться рисованию. С 1929 года учился в Бакинской художественной школе, после переезда семьи в Минск, начал посещать Минский архитектурно-строительный техникум, поступив сразу на второй курс. Так же учился в студии Изорама. В 1934 году поступил на третий курс подготовительного отделения Академии Художеств, которая с 1933 года носила название Ленинградский институт живописи, скульптуры и архитектуры. В 1935 перешёл на первый курс архитектурного факультета.
Создал множество иллюстраций к детским журналам и книгам, например к «Легенде о Тиле Уленшпигеле» Шарля де Костера, к сборнику сказок «Тысяча и одна ночь», «Северным рассказам» К. Паустовского, роману И. А. Гончарова «Обломов» и другим. В 1941 годы выпустил две свои книжки — «Ланс и красавица» и «Сказка про птаха», а также «Ваксерилья», которая была выпущена в 2001 году.
6 декабря 1941 года защитил дипломный проект «Парк-памятник героической обороне Ленинграда».
После окончания института, в декабре 1941 учился в аспирантуре.
Во время Великой Отечественной войны работал в «Окнах ТАСС», создавая агитационные плакаты с призывами к защите Родины, которые ежедневно появлялись на улицах города.

## Смерть
Умер в период блокады Ленинграда от истощения 4 февраля 1942 года в стационаре Ленинградского института живописи, скульптуры и архитектуры.
Похоронен на Смоленском кладбище.

## Наследие
В 2003 году его брат Ари передал рисунки и дневники Ваксера в отдел рукописей РНБ.
Его работы хранятся в фондах Российской национальной библиотеки. В 2009 в Государственном мемориальном музее обороны и блокады Ленинграда была представлена большая экспозиция его работ.
Пьеса поэта и антрополога Полины Барсковой «Живые картины», которая получила премию Андрея Белого (2015) и была номинантом премии «НОС», рассказывает о жизни молодого художника Моисея Ваксера, «девственного Моисея».